# سيكو فوفانا
سيكو محمد فوفانا (بالفرنسية: Seko Mohamed Fofana؛ مواليد 7 مايو 1995) هو لاعب كرة قدم محترف يلعب في مركز لاعب وسط لنادي رين الفرنسي. ولد فوفانا في فرنسا ويمثل منتخب ساحل العاج.
لعب فوفانا في براعم برشلونه في عام 2004 وكان ملفتا للانظار منذ ذلك الحين كمحور ورغم ذلك لن يسجل بكشوفات نادي برشلونه حيث اعجبو به كشافة الدوري الانجليزي في ذلك الوقت ليجلبوه الى انجلترا ويقدم مستويات عظيمه في فئة الشباب بمانشستر سيتي وتدرج بذلك حتى وصل الفريق الأول وثم اعير لنادي فولهام وتتابعت عليه الاعارات وانتهت علاقته مع مانشستر سيتي الى ان اتى لنادي النصر ثم اُعير الى نادي الاتفاق السعودي. ولعب بعدها مع ستاد رين

## إحصائيات

### الدولية
آخر تحديث حتى المباراة التي لُعِبت في 27 سبتمبر 2022.
| المنتخب الوطني | السنة   | الظهور | الأهداف |
| -------------- | ------- | ------ | ------- |
| ساحل العاج     | 2017    | 1      | 0       |
| ساحل العاج     | 2019    | 5      | 1       |
| ساحل العاج     | 2022    | 2      | 2       |
| المجموع        | المجموع | 8      | 3       |

## روابط خارجية
- سيكو فوفانا على موقع الاتحاد الأوربي (الإنجليزية)
- سيكو فوفانا على موقع إي إس بي إن إف سي (الإنجليزية)
- سيكو فوفانا على موقع قاعدة بيانات كرة القدم.إي يو (الإنجليزية)
- سيكو فوفانا على موقع ليكيب (الفرنسية)
- سيكو فوفانا على موقع ناشيونال فوتبول تيمز (الإنجليزية)
- سيكو فوفانا على موقع Soccerbase.com (لاعب) (الإنجليزية)
- سيكو فوفانا على موقع Soccerway.com (الإنجليزية)
- سيكو فوفانا على موقع عالم كرة القدم.نت (الإنجليزية)
- سيكو فوفانا على موقع AS.com (الإسبانية)